# Gouvernement Henri Brisson (1)
Troisième République
Gouvernement Jules Ferry II Gouvernement Charles de Freycinet III
Le premier gouvernement Henri Brisson est le gouvernement de la Troisième République en France du 6 avril 1885 au 29 décembre 1885.
Henri Brisson forme un cabinet de concentration républicaine, en y faisant rentrer quelques radicaux.

## Composition

### Ministres nommés le 6 avril 1885
| Fonction | Fonction                                              | Image | Nom                          | Parti politique     |
| -------- | ----------------------------------------------------- | ----- | ---------------------------- | ------------------- |
|          | Président du Conseil des ministres                    |       | Henri Brisson                | Union républicaine  |
|          | Ministre des Affaires étrangères                      |       | Charles de Freycinet         | Gauche républicaine |
|          | Ministre de l'Intérieur et des Cultes                 |       | François Allain-Targé        | Union républicaine  |
|          | Ministre de l'Instruction publique, des Beaux-arts    |       | René Goblet                  | Gauche radicale     |
|          | Ministre de la Guerre                                 |       | Jean-Baptiste-Marie Campenon |                     |
|          | Ministre de la Justice                                |       | Henri Brisson                | Union républicaine  |
|          | Ministre des Finances (Jusqu'au 16 avril 1885)        |       | Jean-Jules Clamageran        | Union républicaine  |
|          | Ministre de la Marine et des Colonies                 |       | Charles-Eugène Galiber       | Union républicaine  |
|          | Ministre de l'Agriculture (Jusqu'au 9 novembre 1885)  |       | Hervé Mangon                 | Gauche républicaine |
|          | Ministre du Commerce (Jusqu'au 9 novembre 1885)       |       | Pierre Legrand               |                     |
|          | Ministre des Travaux publics (Jusqu'au 16 avril 1885) |       | Sadi Carnot                  | Gauche républicaine |
|          | Ministre des Postes et Télégraphes                    |       | Ferdinand Sarrien            | Gauche radicale     |

### Nomination du 9 avril 1885
| Fonction | Fonction                                                                                               | Image | Nom            | Parti politique    |
| -------- | --- | ----- | -------------- | ------------------ |
|          | Sous-secrétaire d'État aux Travaux publics (changement de fonctions le 21 avril 1885, sans remplaçant) |       | Alfred Hérault | Union républicaine |

### Nomination du 11 avril 1885
| Fonction | Fonction                                                                      | Image | Nom            | Parti politique |
| -------- | ----------------------------------------------------------------------------- | ----- | -------------- | --------------- |
|          | Sous-secrétaire d'État à l'Instruction publique, aux Beaux-Arts et aux Cultes |       | Edmond Turquet | Gauche radicale |

### Remaniement du 16 avril 1885
- Cessation des fonctions de Jean-Jules Clamageran, ministre des Finances

| Fonction | Fonction                     | Image | Nom            | Parti politique     |
| -------- | ---------------------------- | ----- | -------------- | ------------------- |
|          | Ministre des Finances        |       | Sadi Carnot    | Gauche républicaine |
|          | Ministre des Travaux publics |       | Charles Demôle | Union républicaine  |

### Nomination du 18 avril 1885
| Fonction | Fonction                           | Image | Nom                | Parti politique                       |
| -------- | ---------------------------------- | ----- | ------------------ | ------------------------------------- |
|          | Sous-secrétaire d'État à la Guerre |       | Godefroy Cavaignac | Union républicaine Union démocratique |

### Remaniement du 21 avril 1885
| Fonction | Fonction                            | Image | Nom            | Parti politique    |
| -------- | ----------------------------------- | ----- | -------------- | ------------------ |
|          | Sous-secrétaire d'État aux Finances |       | Alfred Hérault | Union républicaine |

### Nomination du 28 avril 1885
| Fonction | Fonction                                           | Image | Nom             | Parti politique     |
| -------- | -------------------------------------------------- | ----- | --------------- | ------------------- |
|          | Sous-secrétaire d'État à la Marine et aux Colonies |       | Armand Rousseau | Gauche républicaine |

### Remaniement du 9 novembre 1885
- Cessation des fonctions de Pierre Legrand, ministre du Commerce
- Cessation des fonctions de Hervé Mangon, ministre de l'Agriculture

| Fonction | Fonction                  | Image | Nom              | Parti politique    |
| -------- | ------------------------- | ----- | ---------------- | ------------------ |
|          | Ministre du Commerce      |       | Lucien Dautresme | Gauche radicale    |
|          | Ministre de l'Agriculture |       | Hippolyte Gomot  | Union républicaine |

## Historique
Contrairement aux précédentes élections, le gouvernement Brisson décide d'ordonner à l'administration de ne pas influencer le vote lors des élections de 1885. Cela marque notamment l'optimisme républicain ainsi que la faiblesse du gouvernement d'expédiant Lors du second tour cependant, Brisson demande l'intervention pour promouvoir les républicains. 
Après les élections, malgré les dissentions importantes, il est décidé de reconduire Brisson le temps de terminer l'affaire du Tonkin et de l'élection présidentielle. Le 8 novembre, par tradition, Brisson offre sa démission au président, qui la refuse et limite le remaniement aux ministres battus lors des élections. Il obtient ensuite de justesse le vote des crédits pour le Tonkin et du budget.

## Bilan
À la suite des premiers soubresauts du scandale de Panama, les élections législatives d'octobre 1885 montre une poussée des conservateurs, mais la gauche républicaine se regroupe au second tour et sauve sa majorité. L'extrême gauche (radicaux et une dizaine de socialistes) se renforce.
Sur le plan extérieur, Brisson poursuit la politique coloniale et entame un rapprochement avec la Russie.

## Fin du gouvernement et passation des pouvoirs
Le 29 décembre 1885, battu à l'élection présidentielle par le président sortant, fragilisé par le vote du budget et n'ayant aucune envie de poursuivre, Henri Brisson remet la démission du Gouvernement au président de la République réélu, Jules Grévy. 
Face à la situation politique, trouver un gouvernement stable incorporant tous les républicains pour avoir une majorité paraît difficile. La seule solution est donc la concentration entre opportunistes et radicaux, qui se détestent. Il faut donc neuf jours pour obtenir un gouvernement. Le 7 janvier 1886, Jules Grévy nomme Charles de Freycinet à la présidence du Conseil des ministres, comme il le voulait
.